# Психрометрична будка
Психрометрична будка — жалюзійна будка особливої конструкції, розташована на метеорологічному майданчику. В ній встановлюють психрометр, волосяний гігрометр, максимальний і мінімальний термометри чи самописні прилади. Вона являє собою дерев'яну будку білого кольору із жалюзі, для вільного доступу повітря до приладів. Будка захищає прилади від снігу, дощу, прямої дії сонячного проміння, випромінювання ґрунту. Встановлюється так, щоб резервуари психометричних термометрів в ній знаходились на висоті 2 м.
Будка Селянинова (психрометрична будка). Складається з чотирьох стійок з'єднаних брусками, що утворюють верхню і нижню рами. Низ будки складається з двох нижніх дощок і однієї верхньої, укріплених у нижній рамі. Стінки будки складається з рам і планок, що утворюють жалюзі, які в бокових стінках закріплюються під кутом 60 градусів до горизонту, а в передній і задній під кутом 40 градусів. Бічні стінки складаються з п'яти, а задня з трьох планок. Передня стінка укріплена на нижній частині рами за допомогою петель і дверцят. Жалюзі не повинні виступати за рами. Так звана стеля будки, складається з дощок з'єднаних між собою за допомогою металевих пластин до каркаса будки. Стеля і кришка нахилені в бік задньої стінки. Дах видається з усіх боків будки і укріплені над стелею так, щоб вільно проходило повітря.